# 小金天主教堂
小金天主堂位於四川省阿壩藏區小金县美兴镇县委大院内，1919年由法国巴黎外方傳教會传教士佘廉霭（Jean-Baptiste Charrier）兴建，以磚、石、木作材料，四合院落布局，由经堂（现已拆除）、东侧厅堂、北侧厢房组成。
1935年6月16日，红一方面军主力与红四方面军会师，当晚中共中央在小金天主教堂内组织团以上干部联欢会，又称“同乐会”。现建设为中共的革命纪念地。
1961年7月13日公佈為四川省第二批歷史及革命文物保護單位。1980年7月7日重新公佈為四川省第一批文物保護單位。2006年5月25日列為第六批全國重點文物保護單位（阿壩紅軍長征遺跡）。

## 外部連結
- .   [2023-11-11]. （原始内容存档于2023-11-11）.
- .   [2024-10-03].